# 葛兆堂
葛兆堂，河南许州（今河南许昌）人，是一名清朝政治人物。
葛兆堂曾于1866年接替萧廷珍任奉贤县知县一职，1867年由罗嘉杰接任。